# Cheilosia pedestris
Cheilosia pedestris, auch als Romigs Erzschwebfliege bezeichnet, Syn.: Cheilosia romigi, ist eine Fliege aus der Familie der Schwebfliegen (Syrphidae). Die Art ist aus den italienischen und Schweizer Südalpen und dem Schweizer Jura bekannt. Die  445 bislang beschriebenen Arten der Gattung Cheilosia sind hauptsächlich schwarz oder weitgehend ungefärbt. Normalerweise ist die Gattung an Wälder, meist feuchte Laubwälder gebunden. Auch Cheilosia pedestris wurde in montanen und alpinen Übergangsbereichen zwischen Wald und Wiesen sowie auf kalkgründigen alpinen Rasen vorgefunden.

## Erstbeschreibung und Synonyme
C. pedestris wurde von dem Entomologen Theodor Becker 1894 erstbeschrieben. Ihm lag lediglich ein weibliches Exemplar vor. Die Art wurde als C. romigi durch Claus Claußen und Guy Van de Weyer 2004 als spec. nov. neubeschrieben, denen auch männliche Exemplare vorlagen. Mit dem wissenschaftlichen Art-Epitheton ehrten sie den Dipterologen Dr. Thomas Romig von der Universität Hohenheim. Gleichzeitig legten sie einen Bestimmungsschlüssel vor, der das Taxon von ähnlichen Arten unterscheidet.
2007 kamen Claußen und Speight zu dem Schluss, Cheilosia romigi (Claussen & Weyer, 2004) als Synonym (syn. nov.) zu C. pedestris (Becker, 1894) zu betrachten.

## Typenverbleib
Der ursprüngliche weibliche Holotypus von Cheilosia pedestris ist betitelt mit "♀ Visp 11/6" [Switzerland, Rhone valley], "Alte Sammlung", "pedestris Beck. det. Becker."; er wurde somit in Visp im Rhonetal gesammelt.
Der Holotypus X von Cheilosia romigi lagert im Zoologischen Museum, Amsterdam (ZMA). Die Paratypen befinden sich (Monte Baldo) in der Sammlung T. Romig; die weiteren Paratypen der südlichen Seitentäler des Aostatales in der Sammlung Claus Claußen und in der Sammlung Guy Van de Weyer.

## Merkmale und Geschlechtsunterschiede
Romigs Erzschwebfliege (Cheilosia pedestris) hat ein leuchtend hell-oranges 3. Fühlerglied, die Beine und das Integument sind vollständig schwarz. Sie hat eine Körperlänge von 9,5 mm und einer Flügellänge von 8,1 mm beim weiblichen Tier, beim Männchen mit einer Körperlänge von 10,4–10,6 mm und einer Flügellänge von 8,5–8,8 mm. Der Thorax der Männchen ist mäßig glänzend mit einem olivbraunen Schimmer, dessen Behaarung ist ungleichmäßig, kurz und länger hell-rostrot bis graugelb, mit zahlreichen längeren schwarzen Haaren durchsetzt. Weibchen weisen eine deutlich kürzere Körperbehaarung auf, fast ohne Beimischung schwarzer Behaarung, und ihr Thorax ist vollständig leuchtend hell-rostrot behaart.

## Unterscheidung von morphologisch ähnlichen Arten
Claußen und Van de Weyer erstellten einen Bestimmungsschlüssel, mit dem die Art von anderen schwarzbeinigen Cheilosia-Arten mit teilweise roten bzw. orangen Fühlern unterschieden werden kann. Die Weibchen von Cheilosia pedestris ähneln C. marginata (Becker, 1894), doch die Behaarung der Fühlerborsten (Aristabehaarung) ist deutlich und konstant kürzer und mehr anliegend. Beim männlichen Tier ist das Scutum auf der Mittellängsfläche mehr oder weniger glänzend, ohne dichte braune Bestäubung, beim weiblichen Tier erscheint das Scutum durch dichte Punktierung etwas matt, die Tergit-Behaarung ist hell-rostrot. Die Männchen von Cheilosia pedestris ähneln habituell stark C. insignis (Loew, 1857), unterscheiden sich aber markant durch kürzere Surstyli und den nicht aufgewölbten Hinterrand von Sternit IV.

## Vorkommen
Cheilosia pedestris kommt in den italienischen und Schweizer Alpen und im Schweizer Jura vor. So ist sie aus einigen südlichen Seitentälern des Aostatales (Val Savarenche, Val di Cogne, Val di Rhêmes) sowie vom Monte Baldo (1600 m NN) bekannt.
In diesen südlichen Seitentälern des Aostatales kommt sie in Lagen zwischen 1050 und 1150 m Höhe vor, am Monte Baldo wurde sie auf 1600 m Höhe nachgewiesen.
Sie wurde in den genannten südlichen Seitentälern des Aostatales in Übergangsbereichen zwischen Laubwald und reichen Wiesen festgestellt. Am Vinschgauer Sonnenberg bei oder in St. Martin im Kofel wurde sie ebenfalls nachgewiesen. Insgesamt ist sie auf kalkgründigem Grasland in der Buchen-Tannenzone (Fagus/Abieszone) bis in 1800 m Höhe und auch auf Karst in subalpinen Bergkiefer-Wäldern anzutreffen.

## Lebensweise
Die Imagines der Romigs Erzschwebfliege sonnten sich in den genannten Seitentälern des Aostatales auf Blättern in Bodennähe. Deren Flugzeit scheint auf das Frühjahr (12.V.-07.VI) beschränkt zu sein. Sie fliegen schnell und knapp über niedriger Vegetation und setzen sich auf Laub von Sträuchern usw. entlang des Waldrandes.